# Argiope dietrichae
Argiope dietrichae är en spindelart som beskrevs av Claude Lévi 1983. Argiope dietrichae ingår i släktet Argiope och familjen hjulspindlar. Inga underarter finns listade i Catalogue of Life.